# Port-la-Joye–Fort-Amherst
 (novembre 2023).
Si vous disposez d'ouvrages ou d'articles de référence ou si vous connaissez des sites web de qualité traitant du thème abordé ici, merci de compléter l'article en donnant les références utiles à sa vérifiabilité et en les liant à la section « Notes et références ».
Skmaqn-Port-la-Joye–Fort-Amherst  est un lieu historique national situé sur l'Île-du-Prince-Édouard, au Canada, sur la côte sud, au bord du détroit de Northumberland.
C'est un site originel de la nation amérindienne Micmac du nom de Skmaqn, puis le site du premier établissement français sur l'île, dit Port La Joye, puis celui des premières fortifications britanniques du fort Amherst.
Un centre d'interprétation montre les débuts de l'Isle Saint-Jean (c'était alors son nom) et la vie des Acadiens avant le Grand Dérangement.
Port-La-Joye fut en effet le principal centre et même la capitale de l'Isle Saint-Jean du temps de la Nouvelle-France. Elle a été remplacée dans ce rôle par Charlottetown, capitale de l'Île-du-Prince-Édouard, nouveau nom de l'île donné par les britanniques après la fin de la Nouvelle-France.